# Schellbach (Gutenborn)
Schellbach ist ein Ortsteil der Gemeinde Gutenborn und liegt im Südosten des sachsen-anhaltischen Burgenlandkreis.

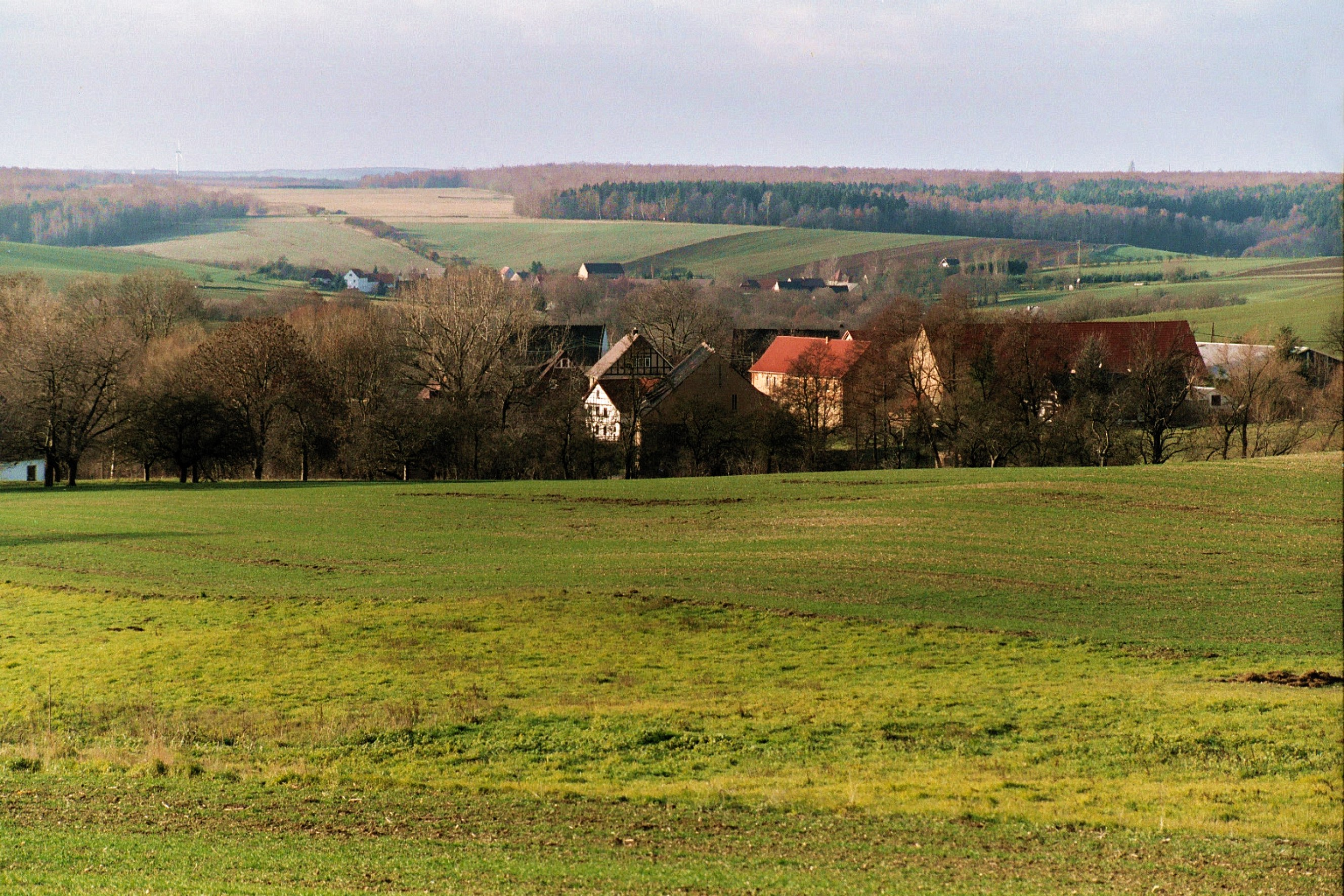
Blick auf Schellbach und Lonzig

## Geschichte
Die ehemalige Gemeinde setzte sich aus den Ortsteilen Lonzig, Ossig (beide Orte wurden am 1. Juli 1950 eingemeindet) und Schellbach zusammen.
Seit dem 1. Januar 2010 gehört Schellbach mit seinen Ortsteilen, wie auch Bergisdorf, Droßdorf und Heuckewalde mit den jeweiligen Ortsteilen zur Gemeinde Gutenborn. Diese gehört seit dem zur Verbandsgemeinde Droyßiger-Zeitzer Forst.
Entwicklung der Einwohnerzahl (ab 1995 jeweils per 31. Dezember):
| - 1990 - 648 - 1995 - 602 - 2000 - 558 | - 2003 - 523 - 2007 - 506 - 2008 - 492 |

 Datenquelle: Statistisches Landesamt Sachsen-Anhalt

## Sehenswürdigkeiten und Kulturdenkmäler
- Über das Gemeindegebiet sind zahlreiche Vierseiten-Bauernhöfe verteilt, die unter Denkmalschutz stehen.
- Die Kirche im Ortsteil Ossig ist ein einschiffiges romanisches Gebäude mit Chorturm. Der 1489 erstmals urkundlich nachweisbare Sakralbau verfügt über ein nachträglich angebautes Chorpolygon mit stark gegliederten Strebepfeilern und steht heute unter Denkmalschutz.[3]
- Kriegerdenkmal auf dem Friedhof

## Wirtschaft und Infrastruktur
Die östliche Gemeindegrenze wird von der Bundesstraße 2 tangiert.